# Збройні Сили України (серія монет)
Збро́йні Си́ли Украї́ни — серія пам'ятних монет, започаткована Національним банком України 2015 року.
|                                                      |  |  |
| Перша монета серії — День захисника України (монета) |  |  |

## Монети в серії
Станом на жовтень 2024 року в серію включено 24 монети (в дужках зазначена офіційна дата ведення в обіг):
- День захисника України (12 жовтня 2015);
- 100 років з часу утворення Першого українського полку імені Богдана Хмельницького та початку формування українських збройних сил (23 листопада 2017);
- Захисникам Донецького аеропорту (30 січня 2018);
- День українського добровольця (12 березня 2018);
- 100-річчя створення Українського військово-морського флоту (18 квітня 2018);
- Учасникам бойових дій на території інших держав (26 грудня 2019);
- На варті життя (присвячується військовим медикам) (26 грудня 2019);
- КрАЗ-6322 "Солдат" (26 грудня 2019);
- Повітряні Сили Збройних Сил України (03 серпня 2020);
- День пам'яті полеглих захисників України (26 серпня 2020);
- Державна прикордонна служба України (19 листопада 2020);
- Десантно-штурмові війська Збройних Сил України (11 листопада 2021);
- Збройні Сили України (01 грудня 2021);
- Сухопутні війська Збройних Сил України (01 грудня 2021);
- Сили територіальної оборони Збройних Сил України (3 жовтня 2022);
- Сили підтримки Збройних Сил України (05 травня 2023);
- ППО — надійний щит України (04 серпня 2023);
- Командування об`єднаних сил Збройних Сил України (06 грудня 2023);
- Українська бавовна. Нептун (12 квітня 2024);
- Державна спеціальна служба транспорту (29 травня 2024);
- Медичні сили Збройних Сил України (25 червня 2024);
- Українська бавовна. Лелека -100 (22 липня 2024);
- Війська зв’язку та кібербезпеки Збройних Сил України (08 серпня 2024);
- Сили логістики Збройних Сил України (11 жовтня 2024)

В 2022 році НБУ також продовжило серію такими монетами Військово-морські Сили Збройних Сил України та Сили спеціальних операцій Збройних Сил України, Сили територіальної оборони Збройних Сил України.

Окрім того, у зв'язку з тим, що на монети серії спостерігався значний попит в українців для підкреслення  ключової ролі ЗСУ в захисті незалежності Української держави НБУ вирішив вивести монети серії у вільний обіг.